# Pinguiochrysidales
Pinguiochrysidales је ред аутотрофних хетероконтних протиста.
Обухвата 5 монотипских родова: Glossomastix, Phaeomonas, Pinguiochrysis, Pinguiococcus, Polypodochrysis.

## Карактеристике
Представници овог реда су једноћелијске алге, величине до 40 µm, са уочљивим бичевима или на кокоидном ступњу организације. Карактеришу се присуством једног до два за хетероконте типична хлоропласта, окружена хлоропластним ендоплазматичним ретикулумом. Унутар хлоропласта постоје пиреониди у које понекад залазе мембране. Заједничка карактеристика ових алги је и велика концентрација полинезасићених масних киселина (одакле потиче и име ових алги — лат. pinguis, -e = мастан). 